# Hank (Werkendam)
Hank (51° 44′ N, 4° 54′ L) é uma cidade dos Países Baixos, na província de Brabante do Norte. Hank (Werkendam) pertence ao município de Werkendam, e está situada a 10 km, a norte de Oosterhout.
Em 2001, a cidade de Hank tinha 2975 habitantes. A área urbana da cidade é de 0.69 km², e tem 1183 residências.
A área de Hank, que também inclui as partes periféricas da cidade, bem como a zona rural circundante, tem uma população estimada em 3300 habitantes.